# Onze-Lieve-Vrouw van Hallekapel (Overijse)

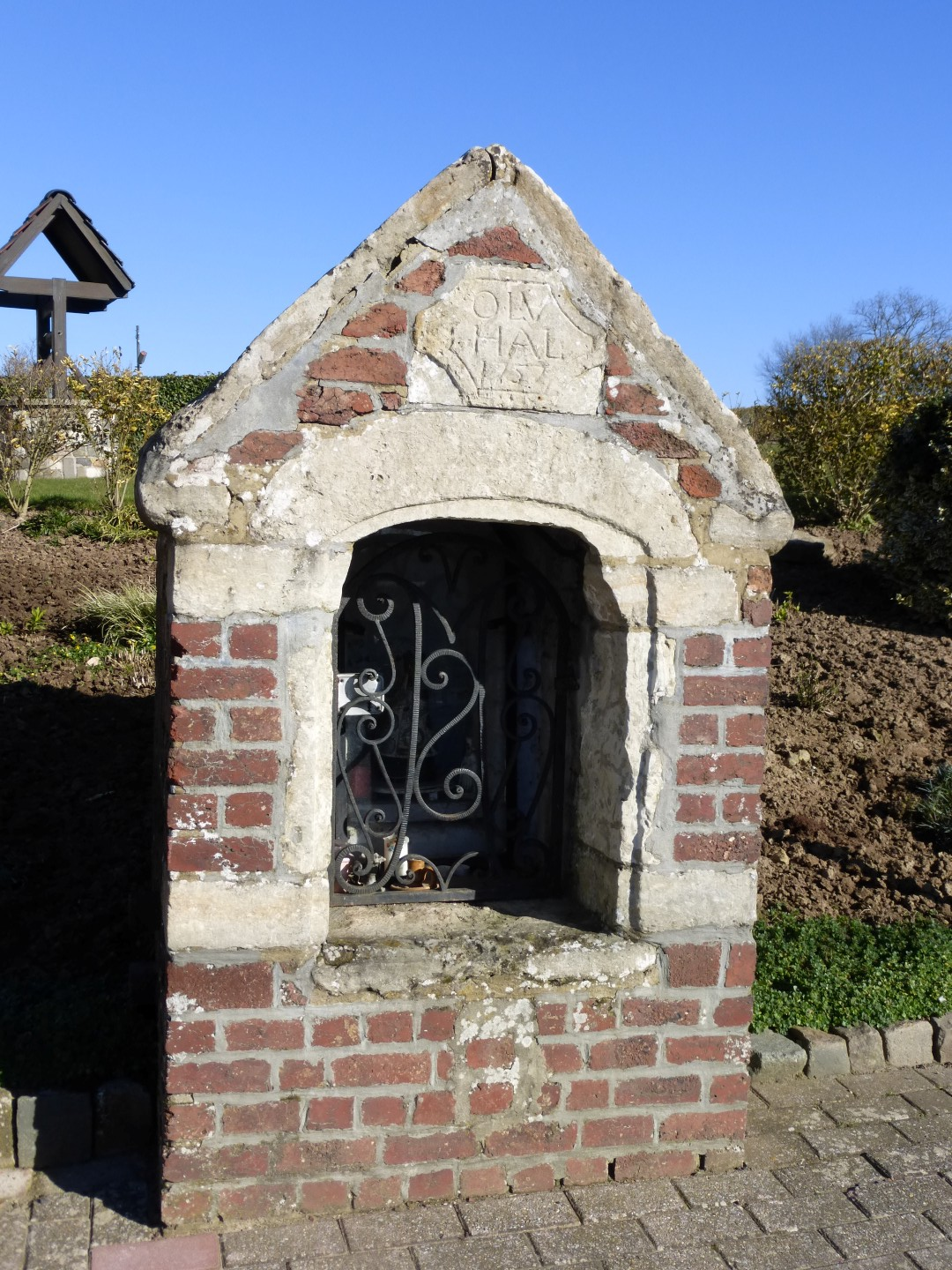
Onze-Lieve-Vrouw-van-Hallekapel

De Onze-Lieve-Vrouw van Hallekapel is een kapel in de Vlaams-Brabantse plaats Overijse, gelegen aan de Kouterstraat.
Het betreft een pijlerkapel die het jaartal 1752 draagt. Het kapelletje is gebouwd in baksteen met zandstenen sierelementen. In de jaren '50 van de 20e eeuw werd de kapel herbouwd nadat ze moest wijken voor een wegverbreding.